# كورت بيك
كورت بيك (بالألمانية: Kurt Beck) (مواليد 5 فبراير 1949 في باد بيرغتسابرن)، سياسي ألماني ينتمي إلى الحزب الديمقراطي الاجتماعي الألماني (SPD). شغل في الفترة من 26 أكتوبر 1994 إلى 15 يناير 2013 منصب رئيس وزراء ولاية راينلاند بالاتينات ومن 1 نوفمبر 2000 إلى 31 أكتوبر 2001 منصب رئيس البوندسرات. ترأس حزبه من عام 2006 إلى عام 2008.
من 1993 إلى 2012 ترأس الحزب في ولاية راينلاند بالاتينات، ومن نوفمبر 2006 إلى ديسمبر 2008 شغل منصب نائب رئيس منظمة الأممية الاشتراكية. منذ عام 2013 يرأس مؤسسة فريدريش إيبرت القريبة من الحزب الديمقراطي الاجتماعي الألماني.

## روابط خارجية
- كورت بيك على موقع IMDb (الإنجليزية)
- كورت بيك على موقع مونزينجر (الألمانية)
- كورت بيك على موقع كينوبويسك (الروسية)